# Liste des planètes mineures (782001-783000)
Voici la liste des planètes mineures numérotées de 782001 à 783000. Les planètes mineures sont numérotées lorsque leur orbite est confirmée, ce qui peut parfois se produire longtemps après leur découverte. Elles sont classées ici par leur numéro.

## Planètes mineures 782001 à 783000
- (782001) 2013 VH86
- (782002) 2013 VV86
- (782003) 2013 VX86
- (782004) 2013 VR87
- (782005) 2013 VZ88
- (782006) 2013 VL92
- (782007) 2013 VN93
- (782008) 2013 VV93
- (782009) 2013 VJ94
- (782010) 2013 WC9
- (782011) 2013 WO11
- (782012) 2013 WX14
- (782013) 2013 WT17
- (782014) 2013 WP20
- (782015) 2013 WK25
- (782016) 2013 WR25
- (782017) 2013 WR28
- (782018) 2013 WR29
- (782019) 2013 WJ30
- (782020) 2013 WK31
- (782021) 2013 WL32
- (782022) 2013 WY33
- (782023) 2013 WB35
- (782024) 2013 WJ35
- (782025) 2013 WK35
- (782026) 2013 WT35
- (782027) 2013 WC36
- (782028) 2013 WV36
- (782029) 2013 WC49
- (782030) 2013 WR50
- (782031) 2013 WE51
- (782032) 2013 WR51
- (782033) 2013 WM53
- (782034) 2013 WO53
- (782035) 2013 WT53
- (782036) 2013 WG58
- (782037) 2013 WE72
- (782038) 2013 WV75
- (782039) 2013 WO76
- (782040) 2013 WC80
- (782041) 2013 WR86
- (782042) 2013 WG88
- (782043) 2013 WQ90
- (782044) 2013 WW92
- (782045) 2013 WO112
- (782046) 2013 WS115
- (782047) 2013 WZ115
- (782048) 2013 WJ121
- (782049) 2013 WP121
- (782050) 2013 WW121
- (782051) 2013 WX121
- (782052) 2013 WB122
- (782053) 2013 WH122
- (782054) 2013 WH124
- (782055) 2013 WG125
- (782056) 2013 WG126
- (782057) 2013 WJ126
- (782058) 2013 WM126
- (782059) 2013 WL127
- (782060) 2013 WX127
- (782061) 2013 WF128
- (782062) 2013 WS128
- (782063) 2013 WC129
- (782064) 2013 WY129
- (782065) 2013 WE131
- (782066) 2013 WJ132
- (782067) 2013 WL133
- (782068) 2013 WO134
- (782069) 2013 WF135
- (782070) 2013 WJ136
- (782071) 2013 WE137
- (782072) 2013 WV137
- (782073) 2013 WK138
- (782074) 2013 WM139
- (782075) 2013 WP141
- (782076) 2013 WJ142
- (782077) 2013 WS144
- (782078) 2013 WX145
- (782079) 2013 WE146
- (782080) 2013 WF146
- (782081) 2013 WG146
- (782082) 2013 WT146
- (782083) 2013 WC150
- (782084) 2013 WF150
- (782085) 2013 XJ13
- (782086) 2013 XO16
- (782087) 2013 XB25
- (782088) 2013 XJ25
- (782089) 2013 XV33
- (782090) 2013 XA34
- (782091) 2013 XH34
- (782092) 2013 XY34
- (782093) 2013 XB35
- (782094) 2013 XK35
- (782095) 2013 XN35
- (782096) 2013 XO35
- (782097) 2013 XT35
- (782098) 2013 XA37
- (782099) 2013 XQ37
- (782100) 2013 XG38
- (782101) 2013 XB41
- (782102) 2013 XM41
- (782103) 2013 XE42
- (782104) 2013 XN42
- (782105) 2013 XU42
- (782106) 2013 XW42
- (782107) 2013 XT44
- (782108) 2013 YU1
- (782109) 2013 YG6
- (782110) 2013 YL9
- (782111) 2013 YV28
- (782112) 2013 YV30
- (782113) 2013 YE34
- (782114) 2013 YU47
- (782115) 2013 YD56
- (782116) 2013 YV56
- (782117) 2013 YD57
- (782118) 2013 YN60
- (782119) 2013 YX75
- (782120) 2013 YN76
- (782121) 2013 YU76
- (782122) 2013 YY79
- (782123) 2013 YE80
- (782124) 2013 YN81
- (782125) 2013 YY82
- (782126) 2013 YT83
- (782127) 2013 YG84
- (782128) 2013 YL84
- (782129) 2013 YQ85
- (782130) 2013 YA86
- (782131) 2013 YT87
- (782132) 2013 YD89
- (782133) 2013 YK89
- (782134) 2013 YK97
- (782135) 2013 YC98
- (782136) 2013 YL101
- (782137) 2013 YV104
- (782138) 2013 YO108
- (782139) 2013 YA115
- (782140) 2013 YD116
- (782141) 2013 YR126
- (782142) 2013 YG129
- (782143) 2013 YH132
- (782144) 2013 YH135
- (782145) 2013 YO135
- (782146) 2013 YQ135
- (782147) 2013 YN136
- (782148) 2013 YE137
- (782149) 2013 YR141
- (782150) 2013 YW142
- (782151) 2013 YF143
- (782152) 2013 YH145
- (782153) 2013 YF146
- (782154) 2013 YO147
- (782155) 2013 YO151
- (782156) 2013 YL153
- (782157) 2013 YM155
- (782158) 2013 YC158
- (782159) 2013 YO158
- (782160) 2013 YE159
- (782161) 2013 YA161
- (782162) 2013 YK161
- (782163) 2013 YN161
- (782164) 2013 YZ161
- (782165) 2013 YF162
- (782166) 2013 YH162
- (782167) 2013 YT162
- (782168) 2013 YB163
- (782169) 2013 YH163
- (782170) 2013 YN163
- (782171) 2013 YM164
- (782172) 2013 YM166
- (782173) 2013 YP167
- (782174) 2013 YX167
- (782175) 2013 YB168
- (782176) 2013 YL168
- (782177) 2013 YO168
- (782178) 2013 YP168
- (782179) 2013 YG170
- (782180) 2013 YO170
- (782181) 2013 YP171
- (782182) 2013 YQ171
- (782183) 2013 YU171
- (782184) 2013 YV171
- (782185) 2013 YP174
- (782186) 2014 AY4
- (782187) 2014 AZ4
- (782188) 2014 AE6
- (782189) 2014 AW10
- (782190) 2014 AY10
- (782191) 2014 AK11
- (782192) 2014 AA14
- (782193) 2014 AS18
- (782194) 2014 AF20
- (782195) 2014 AS22
- (782196) 2014 AE23
- (782197) 2014 AA24
- (782198) 2014 AC30
- (782199) 2014 AM30
- (782200) 2014 AO30
- (782201) 2014 AQ31
- (782202) 2014 AB34
- (782203) 2014 AA39
- (782204) 2014 AN41
- (782205) 2014 AG48
- (782206) 2014 AA55
- (782207) 2014 AE58
- (782208) 2014 AH63
- (782209) 2014 AL63
- (782210) 2014 AM64
- (782211) 2014 AE65
- (782212) 2014 AN65
- (782213) 2014 AD68
- (782214) 2014 AU68
- (782215) 2014 AV68
- (782216) 2014 AV69
- (782217) 2014 AJ70
- (782218) 2014 AR70
- (782219) 2014 AD71
- (782220) 2014 AP71
- (782221) 2014 AR71
- (782222) 2014 AE73
- (782223) 2014 AF74
- (782224) 2014 AR74
- (782225) 2014 AP75
- (782226) 2014 AV75
- (782227) 2014 AW75
- (782228) 2014 AE78
- (782229) 2014 AV78
- (782230) 2014 AF80
- (782231) 2014 AH80
- (782232) 2014 AA81
- (782233) 2014 BY1
- (782234) 2014 BP2
- (782235) 2014 BU6
- (782236) 2014 BC7
- (782237) 2014 BS7
- (782238) 2014 BT10
- (782239) 2014 BH11
- (782240) 2014 BB13
- (782241) 2014 BE18
- (782242) 2014 BM18
- (782243) 2014 BU23
- (782244) 2014 BM26
- (782245) 2014 BG30
- (782246) 2014 BZ30
- (782247) 2014 BH34
- (782248) 2014 BJ40
- (782249) 2014 BN40
- (782250) 2014 BE41
- (782251) 2014 BJ42
- (782252) 2014 BP44
- (782253) 2014 BW45
- (782254) 2014 BB48
- (782255) 2014 BL49
- (782256) 2014 BX63
- (782257) 2014 BQ67
- (782258) 2014 BN68
- (782259) 2014 BF69
- (782260) 2014 BB71
- (782261) 2014 BS71
- (782262) 2014 BE73
- (782263) 2014 BO73
- (782264) 2014 BP74
- (782265) 2014 BZ74
- (782266) 2014 BN75
- (782267) 2014 BQ76
- (782268) 2014 BM77
- (782269) 2014 BN77
- (782270) 2014 BU77
- (782271) 2014 BZ77
- (782272) 2014 BA78
- (782273) 2014 BF78
- (782274) 2014 BG78
- (782275) 2014 BH78
- (782276) 2014 BN78
- (782277) 2014 BD79
- (782278) 2014 BE79
- (782279) 2014 BM81
- (782280) 2014 BL83
- (782281) 2014 BY83
- (782282) 2014 BH84
- (782283) 2014 BJ84
- (782284) 2014 BK84
- (782285) 2014 BU84
- (782286) 2014 BL85
- (782287) 2014 BN85
- (782288) 2014 BY85
- (782289) 2014 BR87
- (782290) 2014 BE88
- (782291) 2014 BP88
- (782292) 2014 BU89
- (782293) 2014 BW89
- (782294) 2014 BX89
- (782295) 2014 BY89
- (782296) 2014 BA90
- (782297) 2014 BE90
- (782298) 2014 BP91
- (782299) 2014 BZ91
- (782300) 2014 BB92
- (782301) 2014 CJ
- (782302) 2014 CJ1
- (782303) 2014 CL1
- (782304) 2014 CF2
- (782305) 2014 CV2
- (782306) 2014 CA6
- (782307) 2014 CL7
- (782308) 2014 CF15
- (782309) 2014 CB19
- (782310) 2014 CJ20
- (782311) 2014 CN24
- (782312) 2014 CP24
- (782313) 2014 CQ25
- (782314) 2014 CF26
- (782315) 2014 CG26
- (782316) 2014 CW29
- (782317) 2014 CD31
- (782318) 2014 CL31
- (782319) 2014 CP31
- (782320) 2014 CU31
- (782321) 2014 CY31
- (782322) 2014 CA32
- (782323) 2014 CB32
- (782324) 2014 CG32
- (782325) 2014 CM33
- (782326) 2014 CO33
- (782327) 2014 CT33
- (782328) 2014 CW33
- (782329) 2014 CP35
- (782330) 2014 CN36
- (782331) 2014 CX36
- (782332) 2014 CU37
- (782333) 2014 CV37
- (782334) 2014 CB38
- (782335) 2014 DR4
- (782336) 2014 DV13
- (782337) 2014 DL17
- (782338) 2014 DN17
- (782339) 2014 DT19
- (782340) 2014 DN36
- (782341) 2014 DT40
- (782342) 2014 DH42
- (782343) 2014 DM44
- (782344) 2014 DD47
- (782345) 2014 DM48
- (782346) 2014 DO49
- (782347) 2014 DZ52
- (782348) 2014 DY53
- (782349) 2014 DK54
- (782350) 2014 DR54
- (782351) 2014 DG60
- (782352) 2014 DY62
- (782353) 2014 DM63
- (782354) 2014 DX69
- (782355) 2014 DE70
- (782356) 2014 DQ70
- (782357) 2014 DM75
- (782358) 2014 DE79
- (782359) 2014 DA80
- (782360) 2014 DO81
- (782361) 2014 DL84
- (782362) 2014 DE85
- (782363) 2014 DG90
- (782364) 2014 DH94
- (782365) 2014 DT94
- (782366) 2014 DV94
- (782367) 2014 DH96
- (782368) 2014 DP96
- (782369) 2014 DG102
- (782370) 2014 DM102
- (782371) 2014 DB103
- (782372) 2014 DL106
- (782373) 2014 DY106
- (782374) 2014 DK107
- (782375) 2014 DM107
- (782376) 2014 DW109
- (782377) 2014 DW111
- (782378) 2014 DM124
- (782379) 2014 DH126
- (782380) 2014 DQ128
- (782381) 2014 DF129
- (782382) 2014 DR129
- (782383) 2014 DP132
- (782384) 2014 DY133
- (782385) 2014 DZ135
- (782386) 2014 DL138
- (782387) 2014 DR138
- (782388) 2014 DN142
- (782389) 2014 DF145
- (782390) 2014 DK149
- (782391) 2014 DN151
- (782392) 2014 DT153
- (782393) 2014 DB154
- (782394) 2014 DC154
- (782395) 2014 DO154
- (782396) 2014 DZ158
- (782397) 2014 DP161
- (782398) 2014 DL164
- (782399) 2014 DM164
- (782400) 2014 DX164
- (782401) 2014 DS165
- (782402) 2014 DN168
- (782403) 2014 DJ169
- (782404) 2014 DP169
- (782405) 2014 DA170
- (782406) 2014 DL170
- (782407) 2014 DM170
- (782408) 2014 DO170
- (782409) 2014 DP170
- (782410) 2014 DR170
- (782411) 2014 DU170
- (782412) 2014 DW170
- (782413) 2014 DD171
- (782414) 2014 DB172
- (782415) 2014 DD172
- (782416) 2014 DL172
- (782417) 2014 DV172
- (782418) 2014 DH173
- (782419) 2014 DK173
- (782420) 2014 DL174
- (782421) 2014 DG175
- (782422) 2014 DG176
- (782423) 2014 DN176
- (782424) 2014 DO176
- (782425) 2014 DA177
- (782426) 2014 DO178
- (782427) 2014 DZ178
- (782428) 2014 DO179
- (782429) 2014 DQ179
- (782430) 2014 DU179
- (782431) 2014 DE180
- (782432) 2014 DO180
- (782433) 2014 DK184
- (782434) 2014 DW185
- (782435) 2014 DA186
- (782436) 2014 DK186
- (782437) 2014 DA187
- (782438) 2014 DK187
- (782439) 2014 DP187
- (782440) 2014 DY187
- (782441) 2014 DE188
- (782442) 2014 DX190
- (782443) 2014 DZ190
- (782444) 2014 DB191
- (782445) 2014 DQ192
- (782446) 2014 DZ192
- (782447) 2014 DW194
- (782448) 2014 DG195
- (782449) 2014 DH195
- (782450) 2014 DR196
- (782451) 2014 DV196
- (782452) 2014 DZ196
- (782453) 2014 DA197
- (782454) 2014 DL197
- (782455) 2014 DN197
- (782456) 2014 DL200
- (782457) 2014 DV200
- (782458) 2014 DC201
- (782459) 2014 EZ
- (782460) 2014 EK3
- (782461) 2014 EJ4
- (782462) 2014 EM8
- (782463) 2014 ER8
- (782464) 2014 EM10
- (782465) 2014 EC16
- (782466) 2014 ET17
- (782467) 2014 ED19
- (782468) 2014 EB20
- (782469) 2014 EL21
- (782470) 2014 EN27
- (782471) 2014 ER27
- (782472) 2014 EY28
- (782473) 2014 EP29
- (782474) 2014 EW29
- (782475) 2014 ET31
- (782476) 2014 EX37
- (782477) 2014 EF45
- (782478) 2014 EG48
- (782479) 2014 ED54
- (782480) 2014 EG55
- (782481) 2014 EF56
- (782482) 2014 ES56
- (782483) 2014 EE59
- (782484) 2014 EL60
- (782485) 2014 EN61
- (782486) 2014 EW63
- (782487) 2014 EK64
- (782488) 2014 EO64
- (782489) 2014 EX67
- (782490) 2014 EZ69
- (782491) 2014 EL70
- (782492) 2014 EV70
- (782493) 2014 EX72
- (782494) 2014 EV75
- (782495) 2014 EG76
- (782496) 2014 ER77
- (782497) 2014 EK78
- (782498) 2014 EB80
- (782499) 2014 EC80
- (782500) 2014 EG84
- (782501) 2014 ES86
- (782502) 2014 EW87
- (782503) 2014 EL91
- (782504) 2014 EL96
- (782505) 2014 EQ98
- (782506) 2014 EV98
- (782507) 2014 EU99
- (782508) 2014 EC102
- (782509) 2014 EE108
- (782510) 2014 EX113
- (782511) 2014 EU118
- (782512) 2014 EW118
- (782513) 2014 EF120
- (782514) 2014 EK121
- (782515) 2014 EG122
- (782516) 2014 ER128
- (782517) 2014 EX128
- (782518) 2014 ER130
- (782519) 2014 EJ131
- (782520) 2014 EX134
- (782521) 2014 EW137
- (782522) 2014 EC143
- (782523) 2014 EQ146
- (782524) 2014 EP147
- (782525) 2014 EL151
- (782526) 2014 EL154
- (782527) 2014 EW155
- (782528) 2014 EN157
- (782529) 2014 EE159
- (782530) 2014 EO159
- (782531) 2014 EW160
- (782532) 2014 EK161
- (782533) 2014 EK162
- (782534) 2014 EL165
- (782535) 2014 EJ169
- (782536) 2014 EM169
- (782537) 2014 EG173
- (782538) 2014 EO173
- (782539) 2014 EC177
- (782540) 2014 EW177
- (782541) 2014 EE180
- (782542) 2014 EL187
- (782543) 2014 EY187
- (782544) 2014 ET188
- (782545) 2014 EB193
- (782546) 2014 EB196
- (782547) 2014 EU198
- (782548) 2014 EG202
- (782549) 2014 EY203
- (782550) 2014 EK206
- (782551) 2014 EJ207
- (782552) 2014 EV207
- (782553) 2014 EX213
- (782554) 2014 EA216
- (782555) 2014 EU216
- (782556) 2014 EW216
- (782557) 2014 EP217
- (782558) 2014 EU217
- (782559) 2014 EV218
- (782560) 2014 EE220
- (782561) 2014 EK220
- (782562) 2014 EO222
- (782563) 2014 EW223
- (782564) 2014 EB226
- (782565) 2014 EE226
- (782566) 2014 ES228
- (782567) 2014 ES234
- (782568) 2014 ER235
- (782569) 2014 EW244
- (782570) 2014 EJ246
- (782571) 2014 EY248
- (782572) 2014 ED251
- (782573) 2014 EQ252
- (782574) 2014 EC253
- (782575) 2014 EN253
- (782576) 2014 EY253
- (782577) 2014 EA254
- (782578) 2014 EO254
- (782579) 2014 EU254
- (782580) 2014 EV254
- (782581) 2014 EX254
- (782582) 2014 EL255
- (782583) 2014 ET255
- (782584) 2014 EH256
- (782585) 2014 EL257
- (782586) 2014 EQ257
- (782587) 2014 EA258
- (782588) 2014 EX258
- (782589) 2014 FL2
- (782590) 2014 FQ2
- (782591) 2014 FC3
- (782592) 2014 FZ4
- (782593) 2014 FA9
- (782594) 2014 FG12
- (782595) 2014 FQ13
- (782596) 2014 FZ14
- (782597) 2014 FA16
- (782598) 2014 FC17
- (782599) 2014 FR20
- (782600) 2014 FH23
- (782601) 2014 FQ27
- (782602) 2014 FX38
- (782603) 2014 FE40
- (782604) 2014 FT42
- (782605) 2014 FP45
- (782606) 2014 FE46
- (782607) 2014 FC47
- (782608) 2014 FD49
- (782609) 2014 FM51
- (782610) 2014 FL53
- (782611) 2014 FO62
- (782612) 2014 FG68
- (782613) 2014 FW75
- (782614) 2014 FA77
- (782615) 2014 FM78
- (782616) 2014 FO79
- (782617) 2014 FN81
- (782618) 2014 FN82
- (782619) 2014 FR82
- (782620) 2014 FF83
- (782621) 2014 FG83
- (782622) 2014 FO83
- (782623) 2014 FD84
- (782624) 2014 FL84
- (782625) 2014 FN84
- (782626) 2014 FQ84
- (782627) 2014 FJ85
- (782628) 2014 FF87
- (782629) 2014 FQ87
- (782630) 2014 FY87
- (782631) 2014 FA88
- (782632) 2014 FR88
- (782633) 2014 FY88
- (782634) 2014 FT89
- (782635) 2014 FF90
- (782636) 2014 FA91
- (782637) 2014 FA92
- (782638) 2014 FC92
- (782639) 2014 FT96
- (782640) 2014 GV
- (782641) 2014 GZ3
- (782642) 2014 GC6
- (782643) 2014 GC7
- (782644) 2014 GZ18
- (782645) 2014 GE27
- (782646) 2014 GV39
- (782647) 2014 GO43
- (782648) 2014 GV43
- (782649) 2014 GQ46
- (782650) 2014 GA58
- (782651) 2014 GL58
- (782652) 2014 GN58
- (782653) 2014 GA59
- (782654) 2014 GE60
- (782655) 2014 GE61
- (782656) 2014 GR61
- (782657) 2014 GN62
- (782658) 2014 GP62
- (782659) 2014 GO65
- (782660) 2014 GF66
- (782661) 2014 GL66
- (782662) 2014 GP69
- (782663) 2014 GD70
- (782664) 2014 GE70
- (782665) 2014 GO70
- (782666) 2014 GS70
- (782667) 2014 GW70
- (782668) 2014 GC71
- (782669) 2014 GF74
- (782670) 2014 GS75
- (782671) 2014 GL76
- (782672) 2014 GR76
- (782673) 2014 GW76
- (782674) 2014 GY76
- (782675) 2014 GK77
- (782676) 2014 GM77
- (782677) 2014 GC78
- (782678) 2014 GO78
- (782679) 2014 GG79
- (782680) 2014 GJ80
- (782681) 2014 GM80
- (782682) 2014 GQ81
- (782683) 2014 GU81
- (782684) 2014 GU82
- (782685) 2014 GQ83
- (782686) 2014 GF84
- (782687) 2014 GO86
- (782688) 2014 GO87
- (782689) 2014 GZ87
- (782690) 2014 GD92
- (782691) 2014 GK92
- (782692) 2014 GC96
- (782693) 2014 GX97
- (782694) 2014 GO98
- (782695) 2014 GP98
- (782696) 2014 GE100
- (782697) 2014 GR100
- (782698) 2014 GV101
- (782699) 2014 HZ6
- (782700) 2014 HM15
- (782701) 2014 HC17
- (782702) 2014 HX19
- (782703) 2014 HX26
- (782704) 2014 HL28
- (782705) 2014 HV30
- (782706) 2014 HD31
- (782707) 2014 HE33
- (782708) 2014 HS39
- (782709) 2014 HJ48
- (782710) 2014 HT48
- (782711) 2014 HB50
- (782712) 2014 HX50
- (782713) 2014 HC51
- (782714) 2014 HR52
- (782715) 2014 HD56
- (782716) 2014 HB58
- (782717) 2014 HH58
- (782718) 2014 HR60
- (782719) 2014 HE61
- (782720) 2014 HG61
- (782721) 2014 HT62
- (782722) 2014 HP67
- (782723) 2014 HT67
- (782724) 2014 HQ71
- (782725) 2014 HD75
- (782726) 2014 HW93
- (782727) 2014 HC94
- (782728) 2014 HK101
- (782729) 2014 HU106
- (782730) 2014 HV110
- (782731) 2014 HS111
- (782732) 2014 HR112
- (782733) 2014 HW116
- (782734) 2014 HC118
- (782735) 2014 HZ119
- (782736) 2014 HO120
- (782737) 2014 HD122
- (782738) 2014 HQ125
- (782739) 2014 HT136
- (782740) 2014 HD137
- (782741) 2014 HO139
- (782742) 2014 HG151
- (782743) 2014 HR151
- (782744) 2014 HT153
- (782745) 2014 HT154
- (782746) 2014 HR155
- (782747) 2014 HW160
- (782748) 2014 HP163
- (782749) 2014 HS164
- (782750) 2014 HS168
- (782751) 2014 HT170
- (782752) 2014 HS174
- (782753) 2014 HC175
- (782754) 2014 HR180
- (782755) 2014 HJ181
- (782756) 2014 HN181
- (782757) 2014 HH187
- (782758) 2014 HY189
- (782759) 2014 HO191
- (782760) 2014 HX202
- (782761) 2014 HD205
- (782762) 2014 HV205
- (782763) 2014 HW205
- (782764) 2014 HQ206
- (782765) 2014 HJ207
- (782766) 2014 HP216
- (782767) 2014 HC222
- (782768) 2014 HJ222
- (782769) 2014 HM222
- (782770) 2014 HX222
- (782771) 2014 HP223
- (782772) 2014 HY224
- (782773) 2014 HZ226
- (782774) 2014 HC227
- (782775) 2014 HC229
- (782776) 2014 HP231
- (782777) 2014 HO232
- (782778) 2014 HK234
- (782779) 2014 HR236
- (782780) 2014 HT243
- (782781) 2014 HB245
- (782782) 2014 HQ245
- (782783) 2014 HZ245
- (782784) 2014 HF256
- (782785) 2014 HR261
- (782786) 2014 HS263
- (782787) 2014 HQ269
- (782788) 2014 HH271
- (782789) 2014 HV273
- (782790) 2014 HY273
- (782791) 2014 HM276
- (782792) 2014 HE292
- (782793) 2014 HS299
- (782794) 2014 HO300
- (782795) 2014 HG301
- (782796) 2014 HZ302
- (782797) 2014 HU303
- (782798) 2014 HK304
- (782799) 2014 HM305
- (782800) 2014 HN307
- (782801) 2014 HY307
- (782802) 2014 HE308
- (782803) 2014 HY311
- (782804) 2014 HP314
- (782805) 2014 HJ317
- (782806) 2014 HL319
- (782807) 2014 HZ347
- (782808) 2014 HE350
- (782809) 2014 HY361
- (782810) 2014 HY378
- (782811) 2014 JL5
- (782812) 2014 JO11
- (782813) 2014 JZ25
- (782814) 2014 JV32
- (782815) 2014 JN40
- (782816) 2014 JV40
- (782817) 2014 JD50
- (782818) 2014 JY50
- (782819) 2014 JJ57
- (782820) 2014 JV67
- (782821) 2014 JR72
- (782822) 2014 JG74
- (782823) 2014 JK83
- (782824) 2014 JY83
- (782825) 2014 JM84
- (782826) 2014 JZ85
- (782827) 2014 JX87
- (782828) 2014 JA88
- (782829) 2014 JA89
- (782830) 2014 JL90
- (782831) 2014 JU96
- (782832) 2014 JT100
- (782833) 2014 JY102
- (782834) 2014 JF105
- (782835) 2014 JH106
- (782836) 2014 JN107
- (782837) 2014 JH109
- (782838) 2014 JV113
- (782839) 2014 JU115
- (782840) 2014 JB117
- (782841) 2014 JN118
- (782842) 2014 JF128
- (782843) 2014 JJ129
- (782844) 2014 JA131
- (782845) 2014 JB132
- (782846) 2014 JA134
- (782847) 2014 JD139
- (782848) 2014 JK140
- (782849) 2014 JD143
- (782850) 2014 JT146
- (782851) 2014 JF151
- (782852) 2014 KY5
- (782853) 2014 KL11
- (782854) 2014 KF14
- (782855) 2014 KP15
- (782856) 2014 KV18
- (782857) 2014 KR29
- (782858) 2014 KM33
- (782859) 2014 KB37
- (782860) 2014 KM38
- (782861) 2014 KV50
- (782862) 2014 KW50
- (782863) 2014 KY55
- (782864) 2014 KK60
- (782865) 2014 KX61
- (782866) 2014 KV63
- (782867) 2014 KC64
- (782868) 2014 KV70
- (782869) 2014 KD72
- (782870) 2014 KV78
- (782871) 2014 KR79
- (782872) 2014 KF80
- (782873) 2014 KU81
- (782874) 2014 KG83
- (782875) 2014 KL87
- (782876) 2014 KZ95
- (782877) 2014 KG97
- (782878) 2014 KV98
- (782879) 2014 KW104
- (782880) 2014 KA106
- (782881) 2014 KY109
- (782882) 2014 KU110
- (782883) 2014 KG112
- (782884) 2014 KC117
- (782885) 2014 KD117
- (782886) 2014 KK121
- (782887) 2014 KX122
- (782888) 2014 KT125
- (782889) 2014 KB126
- (782890) 2014 KJ126
- (782891) 2014 KC128
- (782892) 2014 KH130
- (782893) 2014 KO130
- (782894) 2014 KG131
- (782895) 2014 KX134
- (782896) 2014 KC135
- (782897) 2014 KD135
- (782898) 2014 KP138
- (782899) 2014 KF140
- (782900) 2014 KC141
- (782901) 2014 KF141
- (782902) 2014 KO141
- (782903) 2014 KB143
- (782904) 2014 KU143
- (782905) 2014 KP144
- (782906) 2014 KG148
- (782907) 2014 KB150
- (782908) 2014 KS153
- (782909) 2014 KP154
- (782910) 2014 KD155
- (782911) 2014 KM157
- (782912) 2014 KW157
- (782913) 2014 KA158
- (782914) 2014 KB163
- (782915) 2014 KE163
- (782916) 2014 KK165
- (782917) 2014 KM165
- (782918) 2014 KN165
- (782919) 2014 KX165
- (782920) 2014 KT166
- (782921) 2014 KP171
- (782922) 2014 KV173
- (782923) 2014 LM5
- (782924) 2014 LB8
- (782925) 2014 LA9
- (782926) 2014 LL14
- (782927) 2014 LM29
- (782928) 2014 LN31
- (782929) 2014 LR31
- (782930) 2014 LC34
- (782931) 2014 LT34
- (782932) 2014 LL37
- (782933) 2014 LY41
- (782934) 2014 MW13
- (782935) 2014 MU24
- (782936) 2014 MV24
- (782937) 2014 MS40
- (782938) 2014 MY41
- (782939) 2014 MW57
- (782940) 2014 MH61
- (782941) 2014 MK62
- (782942) 2014 MS71
- (782943) 2014 MT72
- (782944) 2014 ME73
- (782945) 2014 MH73
- (782946) 2014 MW73
- (782947) 2014 MD74
- (782948) 2014 MT74
- (782949) 2014 MF75
- (782950) 2014 MO75
- (782951) 2014 MQ79
- (782952) 2014 MA81
- (782953) 2014 MJ81
- (782954) 2014 ME82
- (782955) 2014 MT85
- (782956) 2014 MQ86
- (782957) 2014 MP90
- (782958) 2014 MA93
- (782959) 2014 MF97
- (782960) 2014 MW101
- (782961) 2014 MJ105
- (782962) 2014 MG106
- (782963) 2014 MJ107
- (782964) 2014 NX2
- (782965) 2014 NE4
- (782966) 2014 ND6
- (782967) 2014 NQ9
- (782968) 2014 NL14
- (782969) 2014 NC15
- (782970) 2014 NL15
- (782971) 2014 NS15
- (782972) 2014 NJ18
- (782973) 2014 NY18
- (782974) 2014 NK26
- (782975) 2014 NB34
- (782976) 2014 NV40
- (782977) 2014 NX42
- (782978) 2014 NS48
- (782979) 2014 NY48
- (782980) 2014 NM51
- (782981) 2014 NC55
- (782982) 2014 NK67
- (782983) 2014 NP70
- (782984) 2014 NH71
- (782985) 2014 NY71
- (782986) 2014 NO76
- (782987) 2014 NM78
- (782988) 2014 NY79
- (782989) 2014 NJ80
- (782990) 2014 NZ81
- (782991) 2014 NO90
- (782992) 2014 NJ93
- (782993) 2014 NX96
- (782994) 2014 OY5
- (782995) 2014 OV10
- (782996) 2014 OR12
- (782997) 2014 OH17
- (782998) 2014 OO19
- (782999) 2014 OQ23
- (783000) 2014 OX26